# 複合構造
複合構造（ふくごうこうぞう、hybrid structure）とは、複数の材料を組み合わせて一つの構造部材とした合成構造と、異種部材を連結して一つの構造体とした混合構造（混構造）の総称である。
複合構造はそれを扱う分野や時代のニーズによって多種多様に発展してきたため、これらの呼称は土木工学と建築学、あるいは国によって必ずしも固定されたものではないが、日本の土木・建築分野においては合成構造と混合構造の総称として、複合構造という語が定着しつつあるようである。

## 複合構造の種類

### 合成構造
- 鉄骨鉄筋コンクリート構造（SRC構造）：鉄骨を鉄筋コンクリートあるいは無筋コンクリート部材内に配置した構造
- コンクリート充填鋼管構造（CFT構造）：鋼管あるいは鋼殻内にコンクリートを充填した構造
- 鋼コンクリート合成桁：鋼桁とその上に配置されるRC床版あるいはPC床版をスタッドなどのずれ止めを介して接合した構造
- 鋼・コンクリート合成床版：鋼板とコンクリートを積層状に配置した構造。サンドイッチ構造、オープンサンドイッチ構造など
- 波形鋼板ウエブPC橋
- 複合トラス橋

なお、鉄筋コンクリート構造やプレストレストコンクリート構造は、コンクリートと鋼を合成した構造の一種であるように思われるが、これらは一般的には合成構造としてではなくコンクリート構造として扱われる。例えば、「コンクリート構造と鉄骨構造を合成した部材」のような、それぞれが単体の構造として成立するものを組み合わせた構造を特に合成構造と呼ぶ。

### 混合構造（混構造）
- 梁部材と柱部材の混合構造：柱には圧縮に有利なRC部材、SRC部材、CFT部材などを用い、梁として鋼構造やPC部材を用いた構造。複合ラーメン構造など。
- 梁部材と梁部材の混合構造：複合斜張橋のように、梁の一部分に鋼構造、他の部分にRC構造あるいはPC構造を用いた構造
- 柱部材と基礎躯体：CFT柱やSRC柱とRC基礎躯体をアンカーボルトなどにより接合した構造
- 複合アーチ：主部材であるアーチにCFT構造などの合成構造を用いた合成構造アーチと、鉛直材や桁等の構成部材が異種部材の組み合わせからなる混合構造アーチに分けられる。

## 複合構造の特徴
- 各材料の長所の組み合わせによる短所の補完および断面性能の向上。引っ張りに弱いコンクリートを鋼で補い、圧縮により座屈する恐れのある鋼をコンクリートで補うことができる。また、合成することにより、断面二次モーメントなどの断面定数が増加する。
- 鋼でコンクリートを覆うと、コンファインド効果により部材の耐力が上昇する
- 支保工や型枠を本体構造に利用できるため、施工性が向上する
- 材料を適切に配置することにより構造の軽量化が図ることができるため、広いスパンの構造に用いることができる。
- 防音、防振、耐火性や耐震性能などの面で高品質・高性能な構造とすることができる
- 複合化による補修・補強性能の向上
- 再利用・再使用の観点で有利とは言えず、環境負荷低減が今後の課題である